# Dun & Bradstreet
A Dun & Bradstreet Corporation (D&B) amerikai üzletiadatbázis-szolgáltató cég. Az 1841-ben, New Yorkban alapított cég jelenleg 38 országban 11 ezer munkatársat foglalkoztat, akik naponta több mint 2 millió ügyfelet szolgálnak ki üzleti információs termékekkel és szolgáltatásokkal.
Székhelye a Floridai Jacksonville-ben található.
A cég a New York-i tőzsdén jegyzett. 2019. február 8.-án magántulajdonba került, és lekerült a tőzsdéről.
2020. július 1. óta azonban újból a New York-i tőzsdén jegyzik, az eddigi, "DNB" szimbólum alatt.
A magyar piacon 1992 óta képviselik a céget.[forrás?]